# Elusa orion
Elusa orion là một loài bướm đêm trong họ Noctuidae.